# Olimpiiskii
Complexul Sportiv «Olimpiiskii» (în rusă Спортивный комплекс «Олимпийский»), cunoscut local simplu ca Olimpiiskii (în rusă Олимпийский), a fost o arenă acoperită majoră din Moscova, Rusia. Ea a fost construită pentru Jocurile Olimpice de vară din 1980, și a fost divizată în două hale separate, gâzduind probele de  baschet și box la Olimpiadă. În 2020 arena a fost demolată.